# Heinrich Klaus
Heinrich Klaus (* 27. November 1876 in Brakelsiek; † 9. Januar 1961 in Barntrup) war ein deutscher Politiker (SPD).

## Leben
Heinrich Klaus besuchte die Volksschule und machte eine Lehre als Schneider. Bis 1907 war er Schneidergeselle, zuletzt Zuschneider. Von 1907 bis 1925 war er selbständiger Schneidermeister in Barntrup. Zwischen 1925 und der Machtergreifung der Nationalsozialisten war er 1933 Leiter der Arbeitsamtsnebenstelle in Barntrup. Er war evangelischer Konfession und seit 1901 verheiratet. Bei der Landtagswahl in Lippe 1919 wurde er in den Landtag Lippe gewählt, dem er bis zum Ende der Wahlperiode 1921 angehörte.